# Imeľ
Imeľ (em húngaro: Ímely) é um município da Eslováquia, situado no distrito de Komárno, na região de Nitra. Tem 21,96 km² de área e sua população em 2018 foi estimada em 1.949 habitantes.

## Demografia
| Ano:        | 1994 | 2004   | 2014   | 2024   |
| ----------- | ---- | ------ | ------ | ------ |
| Broj ljudi: | 2276 | 2152   | 1960   | 1992   |
| Razlika:    |      | -5,44% | -8,92% | +1,63% |

| Ano:               | 2023 | 2024   |
| ------------------ | ---- | ------ |
| Número de pessoas: | 1989 | 1992   |
| Diferença:         |      | +0,15% |